# CS Cienciano
Club Sportivo Cienciano, oftast enbart Cienciano eller Club Cienciano, är en fotbollsklubb från staden Cusco i Peru. Klubben grundades den 8 juli 1901 och är den första klubb från Peru att vinna en internationell sydamerikansk fotbollsturnering, efter att ha vunnit Copa Sudamericana 2003 och senare även Recopa Sudamericana 2004. Klubben har trots detta aldrig vunnit den peruanska högstaligan per mars 2013, men har kommit tvåa vid tre tillfällen (2001, 2005 och 2006). Klubben första riktiga framgång kom 1973 när de kom tvåa i Copa Peru (peruanska cupen). Cienciano gjorde även debut i den högsta divisionen i Peru 1973 där klubben klarade sig i fyra år innan de åkte ner igen 1977. Några år senare, 1984, gick de upp i den högsta divisionen återigen och har spelat där sedan dess. Laget spelade även i Copa Libertadores för första gången säsongen 2002 och de spelade även i Copa Libertadores säsongerna 2004 till 2008.
Cienciano spelar på Estadio Inca Garcilaso de la Vega som tar strax över 42 000 åskådare vid fullsatt. Klubbens traditionella färger är vitt, rött och blått där klubbmärket är blått och vitt, och hemmastället är rött och vitt. Ciencianos främsta rivaler är Deportivo Garcilaso, men även Real Garcilaso och FBC Melgar är två rivaler till klubben. Mot de senare spelar Cienciano derbyt kallat "El Clásico del Sur" (svenska: "Söderderbyt").